# Vatican Media
Vatican Media, formellt Centro Televisivo Vaticano (CTV), är en nationell TV-kanal tillhörande Vatikanstaten. Den grundades 1983 av den dåvarande påven Johannes Paulus II, samt ägs och drivs av Heliga stolen.
TV-kanalen sänder bland annat mässor från Peterskyrkan och Petersplatsen.